# 1900 год в истории железнодорожного транспорта
1900 год в истории железнодорожного транспорта

## События
- 1 февраля — открыто движение поездов на участке Павелец — Бирюлёво Рязанско-Уральской железной дороги.
- 21 апреля — в США основана дорога Atlantic Coast Line Railroad.
- 29 мая — Луганский завод выпустил свой первый локомотив. Им стал паровоз серии Од.
- 1 сентября (по старому стилю) был открыт Павелецкий вокзал в Москве.
- Точная модель железнодорожного моста через Енисей экспонировалась на всемирной выставке в Париже, где наравне с Эйфелевой башней мост получил ГРАН-ПРИ и золотую медаль.
- В Османской империи началось строительство Хиджазской железной дороги.
- В России на озере Байкал построена первая железнодорожная переправа.[1]
- Основан Читинский тепловозоремонтный завод, как «Главные железнодорожные мастерские» Забайкальской железной дороги.
- В Финляндии машиностроительная компания Tampella освоила выпуск паровозов.
- В Австралии открыта дорога Puffing Billy Railway.
- В Париже (Франция) состоялся VI Международный железнодорожный конгресс.

## Новый подвижной состав
- В России построен локомотив с газотурбинным двигателем по проекту инженера П.Д. Кузьминского[1].
- Невский завод построил первую партию танк-паровозов «Рак».
- В Норвегии освоен выпуск паровозов серии NSB 18.